# Euxoa nivens
Euxoa nivens là một loài bướm đêm trong họ Noctuidae.